# Ruta Estatal de California 3
La Ruta Estatal de California 3 (en inglés: California State Route 3), con una longitud de 146,369 millas (235,6 km), es una carretera estatal de sentido sur-norte ubicada en el estado estadounidense de California. La Ruta Estatal de California hace su recorrido en el Sur desde la SR 36  cerca de Peanut hacia el Norte en la Ball Mountain Little Shasta Road en Montague.

## Mantenimiento
Al igual que las autopistas interestatales y las rutas federales y el resto de carreteras estatales la Ruta Estatal de California 3 es administrada y mantenida por el Departamento de Transporte de California por sus siglas en inglés Caltrans. 

## Cruces
La Ruta Estatal de California es atravesada principalmente por la SR 299  en Weaverville
I 5  en Yreka.
| Condado | Ubicación   | Miliario      | Destinos                                                 | Notas                                                |
| --- | ----------- | ------------- | -------------------------------------------------------- | ---------------------------------------------------- |
| Trinity TRI L0.00-85.07                                                                                                   |             | L0.00         | SR 36 – Red Bluff, Forest Glen                           |                                                      |
| Trinity TRI L0.00-85.07                                                                                                   |             | L30.89 R58.11 | SR 299 este – Redding                                    | Extremo Sur de la SR 299                             |
| Trinity TRI L0.00-85.07                                                                                                   | Weaverville | 51.57 30.86   | SR 299 oeste (Main Street) – Eureka                      | Extremo Norte de la SR 299                           |
| Siskiyou SIS 0.41-54.19                                                                                                   |             | 6.95          | Gazelle Callahan Road – Gazelle                          |                                                      |
| Siskiyou SIS 0.41-54.19                                                                                                   | Callahan    | 8.80          | Cecilville Road – Cecilville, Forks of Salmon, Somes Bar |                                                      |
| Siskiyou SIS 0.41-54.19                                                                                                   | Fort Jones  | 32.20         | Scott River Road – Scott Bar                             |                                                      |
| Siskiyou SIS 0.41-54.19                                                                                                   | Yreka       | L47.26        | BL 5 sur (Moonlit Oaks Avenue) I 5 – Portland, Redding   | Extremo Sur de la I-5 Bus.                           |
| Siskiyou SIS 0.41-54.19                                                                                                   | Yreka       | L49.21        | Center Street to I-5                                     |                                                      |
| Siskiyou SIS 0.41-54.19                                                                                                   | Yreka       | L49.87        | SR 263 norte (Main Street, I-5 Bus. norte)               | Extremo Norte de la I-5 Bus.                         |
| Siskiyou SIS 0.41-54.19                                                                                                   | Yreka       | R47.38        | I 5 – Portland, Redding                                  |                                                      |
| Siskiyou SIS 0.41-54.19                                                                                                   | Montague    | 53.22         | CR A28 sur (Montague Grenada Road) – Grenada             | Extremo Sur de la CR A28                             |
| Siskiyou SIS 0.41-54.19                                                                                                   | Montague    |               | CR A28 norte (11th Street)                               | Extremo Norte de la CR A28                           |
| Siskiyou SIS 0.41-54.19                                                                                                   | Montague    | 54.19         | Ball Mountain Little Shasta Road – Ball Mountain         | Continúa más allá al este de los límites de Montague |
| Siskiyou SIS 0.41-54.19                                                                                                   |             | 54.19         | Ball Mountain Little Shasta Road – Ball Mountain         | Continúa más allá al este de los límites de Montague |
| 1.000 mi = 1.609 km; 1.000 km = 0.621 mi Cerrada/Antigua • Terminal concurrente • Acceso incompleto • Propuesta/Sin abrir |             |               |                                                          |                                                      |

1. 1 2  Indica que el miliario representa la distancia de la SR 299 en vez de la SR 3.